# Probolomyrmex bidens
Probolomyrmex bidens är en myrart som beskrevs av Brown 1975. Probolomyrmex bidens ingår i släktet Probolomyrmex och familjen myror. Inga underarter finns listade i Catalogue of Life.

## Bildgalleri

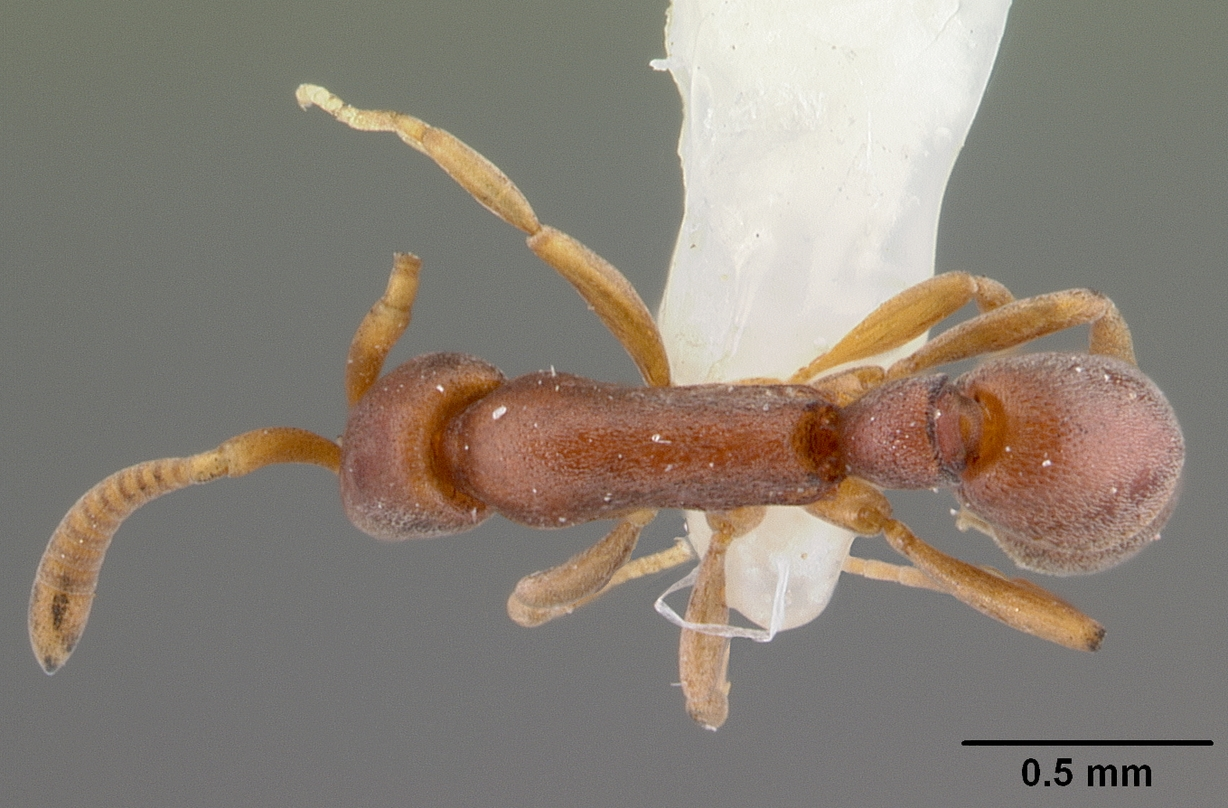
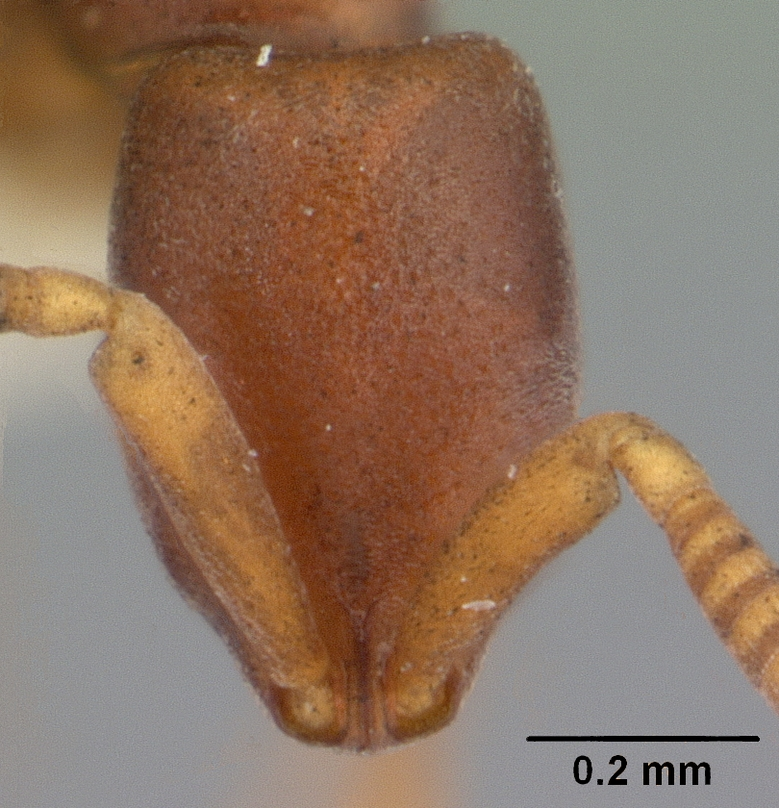
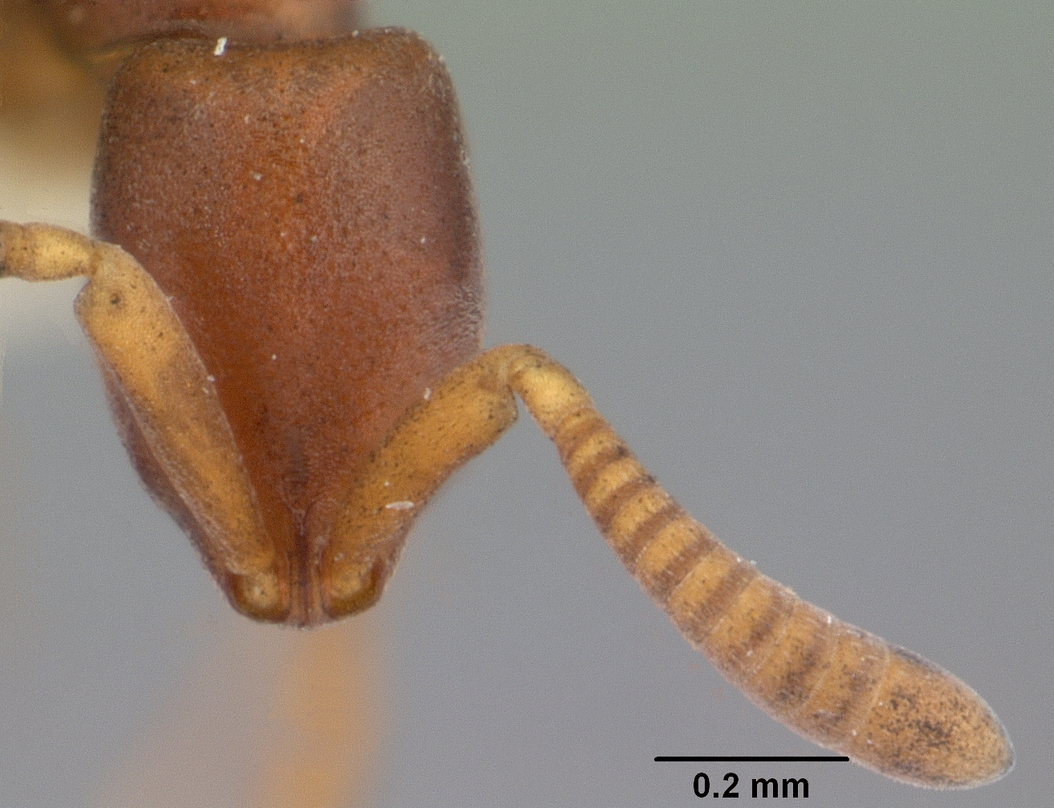
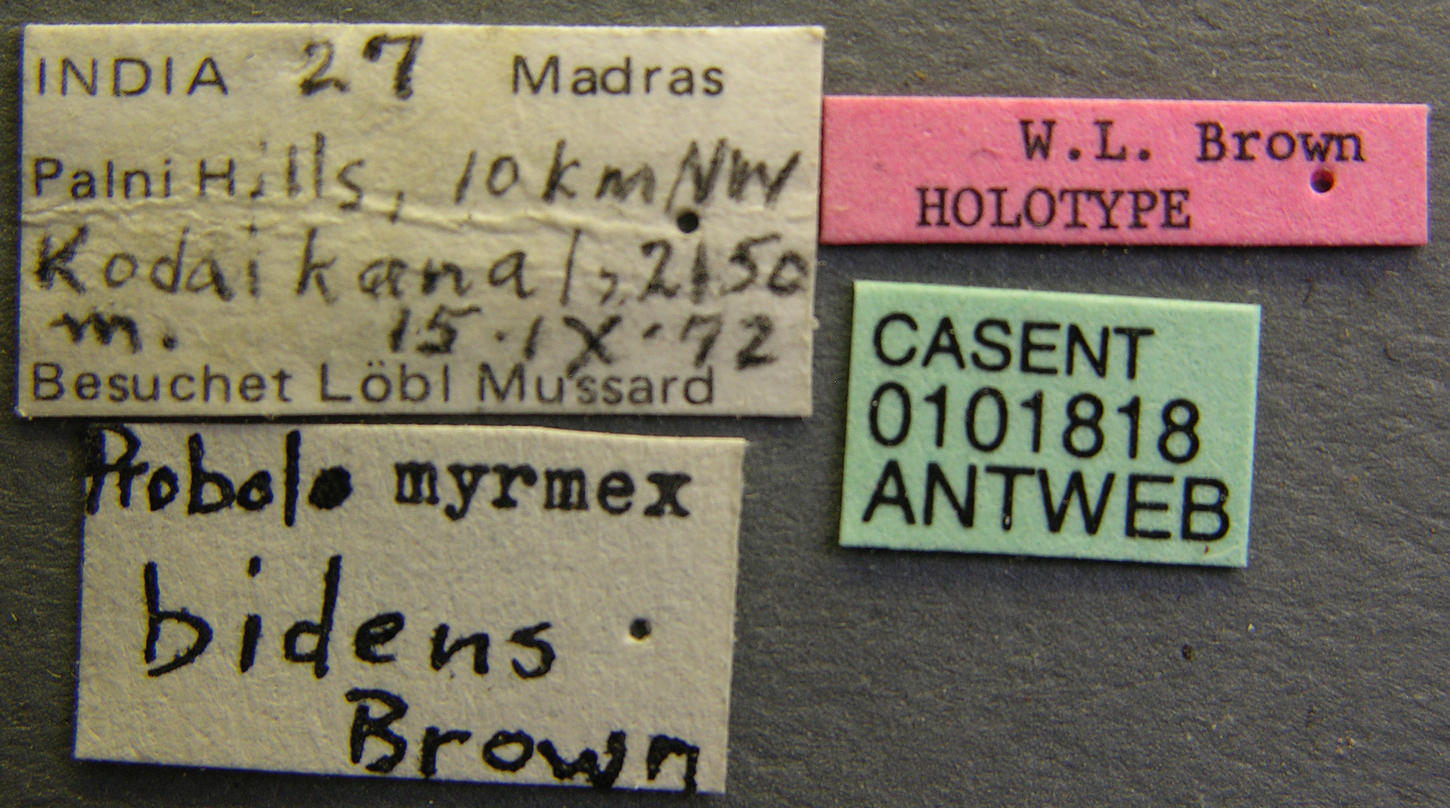
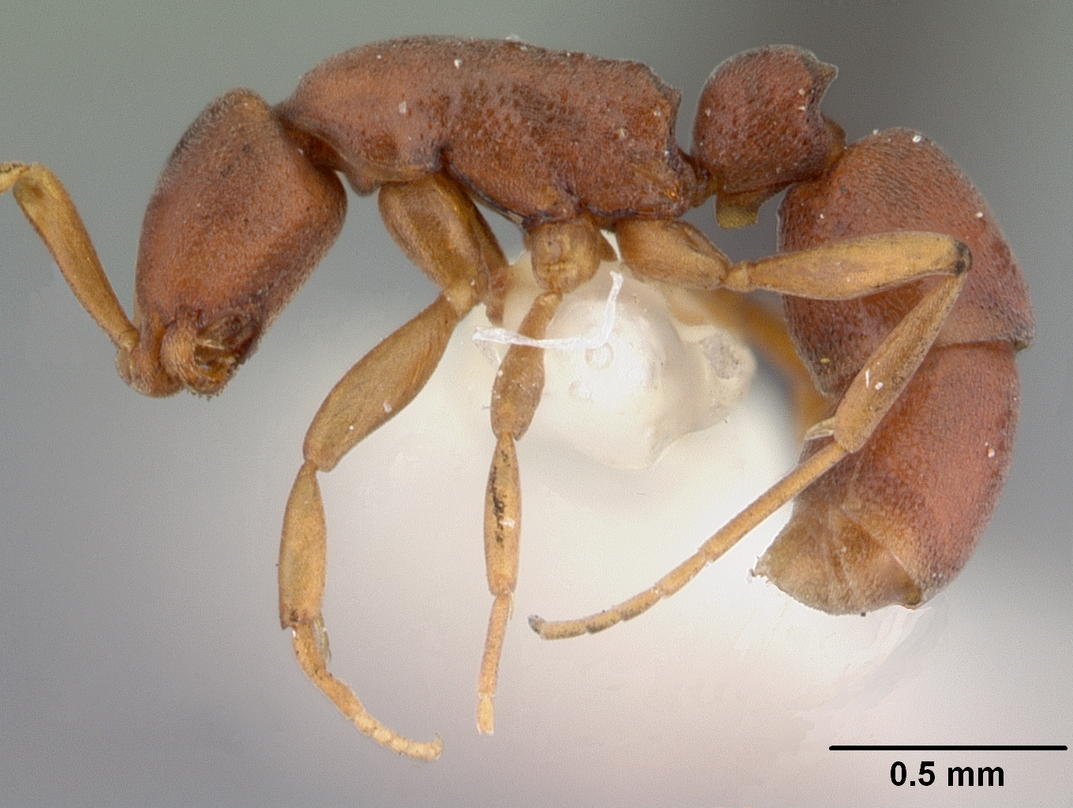